# Lolo Rico
María Dolores Rico Oliver, coneguda professionalment com a Lolo Rico (Madrid, 1935-Donosti, 20 de gener de 2019) va ser una escriptora, realitzadora de televisió i periodista espanyola.

## Trajectòria
Va començar la seva carrera escrivint contes infantils i treballant a Ràdio Nacional d'Espanya i a TVE.
Per a Ràdio Nacional va dirigir i va escriure en els anys 70 el programa infantil Dola, Dola, Tira la bola pel qual va crear el personatge de Dola i que va rebre en 1977 un Premi Ondas.
Va ser en la televisió pública on es va convertir en guionista d'espais infantils com La casa del reloj o Un globo, dos globos, tres globos en la dècada dels 1970.
Com a creadora i directora es va iniciar en 1981, amb l'espai La cometa blanca, on s'emetien sketches, animació pròpia i actuacions en directe. Ja en 1984, els dissabtes al matí, va crear el famós programa La bola de cristal, presentat per Alaska. Fou un programa de marcat estil innovador que va recollir part de les modes i idees de la contemporaneïtat de l'època.

## Vida personal
Als 23 anys es va casar amb el financer Santiago Alba, un matrimoni trist, segons va explicar en la seva autobiografia, que es va trencar anys després, quan ja havien tingut set fills junts. És mare del filòsof Santiago Alba Rico, de l'escriptora, guionista i fotògrafa Isabel Alba Rico i àvia de Nagua Alba (diputada en del congrés dels Diputats per Guipúscoa i secretària General de Podemos Euskadi). Va morir d'una parada cardiorrespiratòria a Sant Sebastià el dia 20 de gener de 2019.

## Documental
- Lolo Rico: la mirada no inventada (2015).[6]